# Svarttjärnen (Torps socken, Medelpad, 690546-152207)
Svarttjärnen är en sjö i Ånge kommun i Medelpad och ingår i Harmångersåns huvudavrinningsområde. Svarttjärnen ligger i Stormyrskogen Natura 2000-område.